# Карлос Рохас
Карлос Родольфо Рохас Рохас (ісп. Carlos Rodolfo Rojas Rojas, 2 жовтня 1928) — чилійський футболіст, що грав на позиції півзахисника, зокрема за клуб «Уніон Еспаньйола», а також національну збірну Чилі. Чемпіон Чилі. 

## Клубна кар'єра
У футболі дебютував 1949 року виступами за команду «Уніон Еспаньйола», кольори якої захищав протягом п'яти сезонів, ставши за цей час чемпіоном Чилі. 
З 1953 по 1954 рік грав у складі команди «Палестіно», де і закінчив активну кар'єру гравця.

## Виступи за збірну
1949 року дебютував в офіційних матчах у складі національної збірної Чилі. Протягом кар'єри у національній команді, яка тривала 4 роки, провів у її формі 17 матчів, забивши 2 голи.
У складі збірної був учасником чемпіонату світу 1950 року у Бразилії, де зіграв з США (5-2).
У складі збірної був учасником двох чемпіонатів Південної Америки: 1949 року у Бразилії і 1953 року у Перу.

## Титули і досягнення
- Чемпіон Чилі (1):

«Уніон Еспаньйола»: 1951